# Курганский машиностроительный завод

Товарный знак КМЗ
17 мая 1973—15 августа 2002

Акционерное общество «Курга́нский машинострои́тельный заво́д» (АО «Курганмашзаво́д») — российский завод в городе Кургане, специализирующийся на производстве боевых машин пехоты (БМП) и машин на их базе (единственный в стране). В 2019 году предприятие вошло в АО НПО «Высокоточные комплексы» госкорпорации «Ростех».
По состоянию на 2024 год АО «Курганский машиностроительный завод» является учредителем и управляющей компанией ООО ВМК «ВгТЗ».

## История

### Советский период
Совет народных комиссаров СССР принял Постановление от 17 декабря 1939 года «О государственном плане развития народного хозяйства СССР на 1940 год». На его основании вышел Приказ Наркома тяжёлого машиностроения о строительстве завода тяжёлых кранов в городе Кургане.
Весной 1940 года началось строительство, но всё остановилось, так как началась Великая Отечественная война. Приказом министра тяжёлого машиностроения № 91 от 27 февраля 1947 года утверждены затраты на строительство завода в сумме 109 843 тыс. руб.
1 июля 1950 года Курганскому крановому заводу установлен государственный план.
Свою первую продукцию — редуктор РМ-350 «Курганский завод тяжелых кранов» выпустил 6 июля 1950 года. Основной ассортимент завода составляли узлы и детали кранов, редукторы РМ-350, РМ-400, РМ-500, РМ-650, 5-тонные краны.
В начале 1950-х коллектив кранового завода насчитывал не более 350 чел. Завод выпускал крановые редукторы от РМ-250 до РМ-1000, крановые тележки и металлоконструкции для кранов, поставляемые московскому заводу «Подъёмник». Велась подготовка технической документации для производства мостовых кранов грузоподъёмностью 10, 20, 50 тонн.
В это же время Советской Армии остро не хватало артиллерийских тягачей среднего класса для орудий массой около 8 тонн (таких, как МЛ-20 или КС-19), а для разработанного на ЧТЗ изделия 712, более известного под армейским обозначением АТ-С, этому заводу не хватало мощностей. Для решения проблемы по инициативе маршала Жукова было принято Постановление Совета Министров СССР от 25 июня 1954 года № 1258—563сс «О совершенствовании и создании новых образцов артиллерийских систем и тягачей», по которому, в числе прочего, Курганский завод кранового оборудования менял название на Курганский машиностроительный завод и переходил в подчинение Министерству транспортного машиностроения с тем, чтобы освоить производство гусеничных тягачей.
Первые два АТ-С вышли из ворот завода 15 марта 1955 года. В 1954—55 годах и 1964—65 годах проектный институт ГСПИ-8Т перерабатывал первоначальный проект завода в связи с изменением номенклатуры выпуска товарной продукции. В дальнейшем КМЗ начинает производить Изделие 650 — артиллерийский тягач АТС-59. Постановлением Совета Министров СССР от 25 октября 1966 года № 855/310 завод переведён на крупносерийное производство БМП-1 (в 1967 году КМЗ выпустил первые 5 единиц продукции и поставлял их в Вооружённые силы СССР, а затем были поставки и в армии других стран). БМП-1 выпускали по 1983 год.
29 октября 1968 года открыт Дворец культуры машиностроителей (г. Курган, ул. Карла Маркса, 70). Гордостью ДК машиностроителей является народный хор русской песни, десятки лет возглавляемый заслуженным работником культуры РСФСР А.П. Сорокиной.
В 1971 году за организацию выпуска БМП коллектив завода указом Президиума Верховного Совета СССР награждён орденом Трудового Красного Знамени. 175 заводчан награждены орденами и медалями. Резьбошлифовщик инструментального цеха В.С. Епишев стал Героем Социалистического Труда.
В 1975 году коллектив КМЗ досрочно выполнил план по реализации продукции и, повысив производительность труда в 2 раза, стал победителем Всесоюзного социалистического соревнования. За успехи в выполнении заданий и принятых обязательств IX пятилетки 234 труженика завода награждены орденами и медалями. Электросварщик Н.Т. Атаманюк стал Героем Социалистического Труда.
В феврале 1978 года Курганскому машиностроительному заводу присвоено имя В.И. Ленина
С 1980 года завод производит БМП-2, также лицензию на производство БМП-2 получили Индия и Словакия. Через 6 лет на заводе выпускают опытный образец БМП-3, который успешно проходит государственный испытания. И в 1987 году Завод имени В. И. Ленина начал производить БМП-3 совместно с БМП-2. В 1990-х годах продукцию Курганмашзавода, а именно БМП-3 начинают экспортировать в ОАЭ, Кувейт, Южную Корею, Республику Кипр. КМЗ получал международные призы за высокое качество во Франции, Испании и США.
Кроме военной техники Курганмашзавод также выпускает и продукцию гражданского назначения. Среди выпускаемой заводом гражданской техники большой популярностью пользуются мини-погрузчики с бортовым поворотом МКСМ-800 и МКСМ-1000. Широкий спектр навесного оборудования на погрузчики делает возможным их применение в сельском хозяйстве, при выполнении коммунальных, строительных и прочих видов работ. Разработку военной и гражданской продукции с 1954 года осуществляет АО «Специальное конструкторское бюро машиностроения».
С 1953 года на заводе создана медико-санитарная часть. В 2000 году в МСЧ работало 33 врача, 112 медработников.
С 1959 по 1993 год завод построил и сдал в эксплуатацию 17 детских дошкольных учреждений. В них работало 1200 человек, а воспитывалось до 4,5 тыс. детей одновременно.
С 1957 года на Курганмашзаводе издается многотиражная газета «Машиностроитель».
В спортивном коллективе КМЗ подготовлено 5 мастеров международного класса, 59 мастеров спорта, 131 кандидат в мастера спорта. В целях развития массовости физкультуры и спорта среди работающих был открыт спортивный комплекс «Зауралец».

### Постсоветский период
В начале 90-х годов Курганмашзавод выкупил стадион «Центральный», но осенью 2011 года Правительство Курганской области выкупило стадион у Курганмашзавода.
С 2005 года по 2017 год ОАО «Курганмашзавод» входило в состав концерна «Тракторные заводы». В середине 2010-х «Курганмашзавод» вошёл в состав концерна «Тракторные заводы» (КТЗ, владельцы Михаил Болотин и Альберт Баков). Финансовые трудности КТЗ, в который входило два десятка предприятий Чувашии, Мордовии, Карелии, Алтая, Владимирской, Волгоградской и Липецкой областей, начал испытывать к 2017 году, в итоге это привело к его краху.
В июне 2013 года руководство завода заявило о создании перспективной унифицированной средней гусеничной платформы, получившей название «Курганец-25». Впервые опытные образцы боевых машин на базе платформы «Курганец-25» — БМП и БТР — прошли по Красной площади в Москве в составе механизированной колонны на юбилейном Параде Победы в 2015 году. Там же «Курганмашзавод» представил опытные образцы модернизированной десантной техники БМД-4М и БТР-МДМ, которые были разработаны конструкторами АО «СКБМ» и созданы на КМЗ.
В 2016 году боевые машины десанта БМД-4М и бронетранспортеры БТР-МДМ были приняты на вооружение Российской Армии. В настоящее время «Курганмашзавод» поставляет эту десантную технику, а также боевые машины пехоты БМП-3 в российские войска в рамках выполнения государственного оборонного заказа.
29 июня 2018 года управляющей компанией ПАО «Курганмашзавод» стало АО «РТ-Курганмашзавод» госкорпорации «Ростех». С этого момента началась реализация сценария оздоровления предприятия. Ситуация на заводе стабилизировалась. Выделенные ГК «Ростех» средства позволили наладить на предприятии операционную деятельность.
Сегодня на Курганмашзаводе обеспечена ритмичная поставка комплектующих, без задержек отчисляются налоги в бюджеты всех уровней, осуществляются платежи за потребленные энергоресурсы, своевременно выплачивается заработная плата.
ПАО «Курганмашзавод» в 2018 году разработал и приступил к реализации Стратегии развития направления гражданской продукции. Она предусматривает увеличение объемов производства техники гражданского назначения, расширение модельного ряда, разработку новых образцов продукции.
Гособоронзаказ 2019 года выполнен в срок. В рамках государственной программы вооружения (ГПВ-2027) Курганмашзаводу на ближайшие годы обеспечена стабильная загрузка. В Вооруженные Силы РФ по ГОЗ будут поставляться БМП-3, БРЭМ-Л, БМД-4М, БТР-МДМ, осуществляться капитальный ремонт БМП-3, модернизация БМП-2.
С 24 января 2019 года на Курганмашзаводе изменена организационно-правовая форма — с ОАО на ПАО. Теперь полное фирменное наименование Общества — Публичное акционерное общество «Курганский машиностроительный завод», сокращенное — ПАО «Курганмашзавод». В Единый государственный реестр юридических лиц внесены соответствующие изменения.
21 февраля 2019 года состоялась сделка по приобретению 74,5 % акций ПАО «Курганмашзавод». Покупателем акций выступило АО НПО «Высокоточные комплексы», входящее в состав ГК «Ростех». Таким образом, передача предприятий военного дивизиона концерна «Тракторные заводы» в контур управления Госкорпорации «Ростех» завершена.
21 февраля 2021 года созданный на «Курганмашзаводе» Спрут-СДМ1 был показан на выставке IDEX 2021.

## Санкции
15 марта 2022 года, на фоне вторжения России на Украину, Евросоюз ввел санкции в отношении Курганмашзавода так как «БМП-3, поставленные заводом, использовались Россией во время незаконного вторжения в Украину в 2022 году. Таким образом, Курганмашзавод несет ответственность за материальную или финансовую поддержку действий, которые подрывают или угрожают территориальной целостности, суверенитету и независимости Украины».
Ранее, 3 марта 2022 года санкции в отношении завода введены США в качестве ответа на «преднамеренную, неспровоцированную войну России против Украины», отмечая что «предприятие проектирует, разрабатывает и производит оружие, которое путинские военные используют для нападения на Украину». Так боевые машины пехоты Курганмашзавода использовались поддерживаемыми Россией силами, участвующими в дестабилизации ситуации на Украине.
8 апреля 2022 года завод включен в санкционный список Канады организаций которые «оказывали косвенную или прямую поддержку российским военным и, следовательно, являются соучастниками боли и страданий, вызванных якобы бессмысленной спецопераций России в Украине».
Также, по аналогичным основаниям, «Курганмашзавод» находится в санкционных списках Швейцарии, Японии, Украины, Австралии и Новой Зеландии.

## Производство
Общая площадь, занимаемая ПАО «Курганмашзавод» — 247 га, площадь производственных цехов — 696 тыс. м².
Завод имеет испытательный полигон площадью 1300 га.

### Коллектив
Число сотрудников составляло:
- В середине 1980-х годов — около 24 тыс. чел.
- В 2003 году — около 13 тыс. чел.
- В конце сентября 2012 года — 4778 чел.[19]
- В конце сентября 2018 года — 7615 чел.
- В начале 2020 года — 7816 чел.

## Директора
- 13 мая 1940—1941 год — Поздеев Александр Васильевич (в 1941 году пропал без вести при обороне Москвы)
- 1947—1953 гг. — Пирогов Иван Васильевич
- 1953 год — и. о. Меркулов Алексей Михайлович, главный инженер (с 1955 года директор завода «Курганхиммаш»)
- 1953—1954 гг. — Державин Дмитрий Николаевич
- 1954 — 28 февраля 1958 — Горбунов Василий Петрович (умер, вернувшись с завода)
- 1958—1960 гг. — Рогожкин Петр Иванович
- 1960—1970 гг. — Сконечный Пётр Игнатьевич
- 1970—1981 гг. — Захаров Михаил Александрович (в 1981 году назначен заместителем министра оборонной промышленности по бронетехнике)
- 1981—1990 гг. — Богомолов Александр Дмитриевич (с 1990 начальник отдела, директор Департамента промышленности и производственной инфраструктуры Курганской области)
- 1990 год — июль 2005 год — Дородный Валерий Дмитриевич
- июль 2005 года — октябрь 2006 года — Млодик Семён Геннадьевич
- октябрь 2006 года — апрель 2009 года — Еремеев Владимир Николаевич
- апрель 2009 года — март 2011 года — Титов Александр Иванович
- 1 марта 2011 года — апрель 2015 года — Гиске Игорь Владимирович
- апрель 2015 года — февраль 2016 года — Клюжев Александр Владимирович
- февраль 2016 года — июнь 2017 года — Баков Альберт Владимирович
- июнь 2017 года — август 2017 — Халиуллин Вилсор Рафгатович
- сентябрь 2017 года — июнь 2018 года — временный генеральный директор Баков Альберт Владимирович
- С 29 июня 2018 года — АО «РТ-Курганмашзавод» (с 19 апреля 2018 года — временный генеральный директор Тюков Петр Александрович)
- С 2024 года — Гиске, Игорь Владимирович

### Директора заводов в составе ПАО «Курганмашзавод»
- Директор прессово-сборочного завода Чекушин Евгений Николаевич
- Директор завода сварных конструкций Головин Дмитрий Сергеевич
- Директор механосборочного завода Патраков Сергей Витальевич
- Директор завода подготовки производства Кудряшов Олег Анатольевич
- Директор кузнечно-литейного завода Гилевич Константин Игоревич
- Директор по спецпроектам и литью Пермяков Игорь Юрьевич
- Директор инженерного центра Веселый Павел Степанович

## Награды коллектива
2481 работник завода награждён наградами СССР, в том числе:
- Герой Социалистического Труда — 3 чел.
- Орден Ленина — 17 чел.
- Орден Октябрьской Революции — 22 чел.
- Орден Трудового Красного Знамени — коллектив завода и 121 чел.
- Орден Дружбы народов — 3 чел.
- Орден «Знак Почёта» — 166 чел.
- Медаль «За доблестный труд. В ознаменование 100-летия со дня рождения В. И. Ленина» — 1711 чел.
- Медаль ВДНХ СССР — 306 чел.
  - Золотая — 16 чел.
  - Серебряная — 61 чел.
  - Бронзовая — 294 чел.
- Лауреат Государственной премии СССР — 10 чел.
- Почётное звание «Заслуженный машиностроитель РСФСР» — 10 чел.
- Почётное звание «Заслуженный рационализатор РСФСР» — 3 чел.

## Фотогалерея

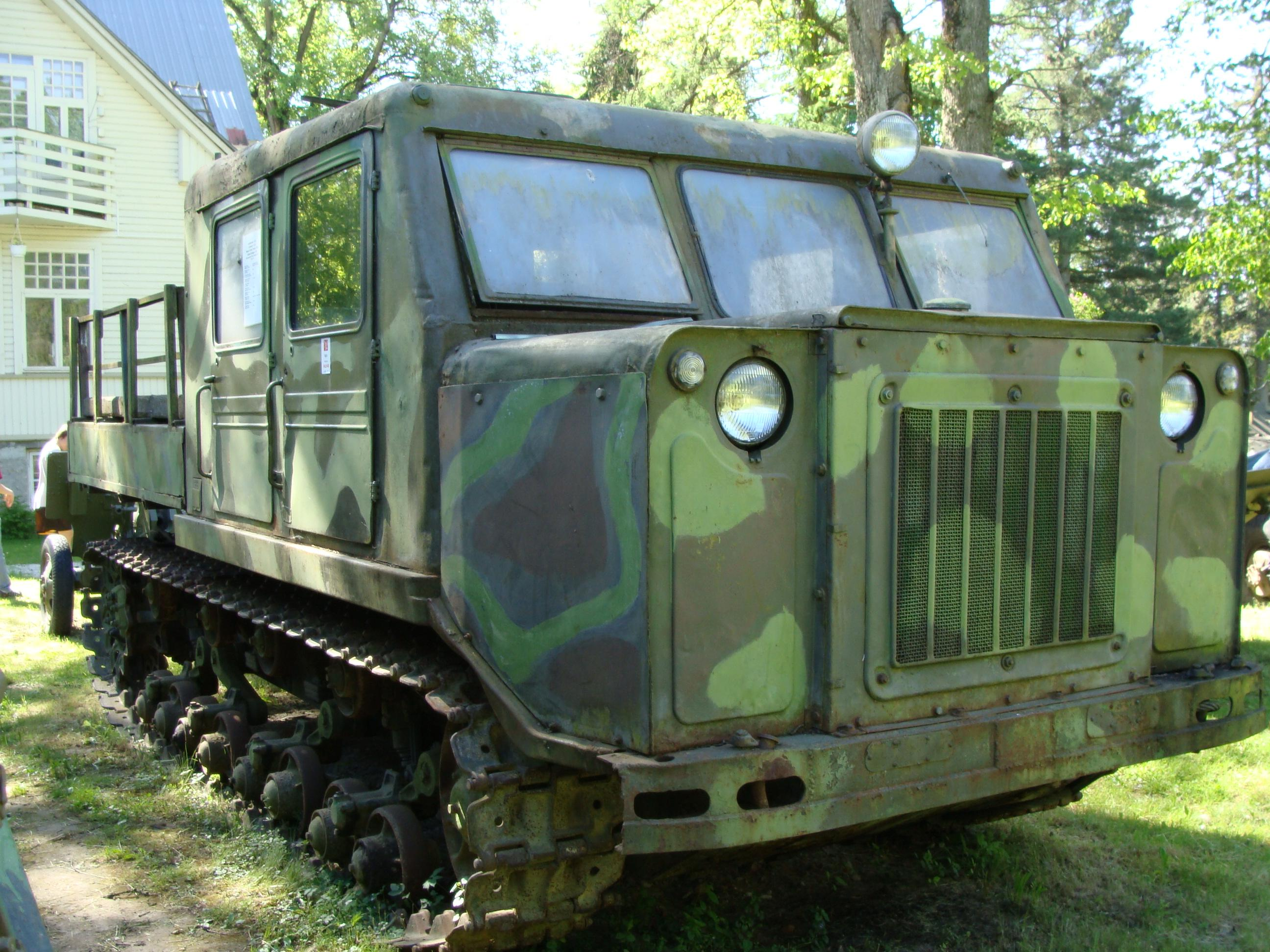
Артиллерийский тягач АТ-С
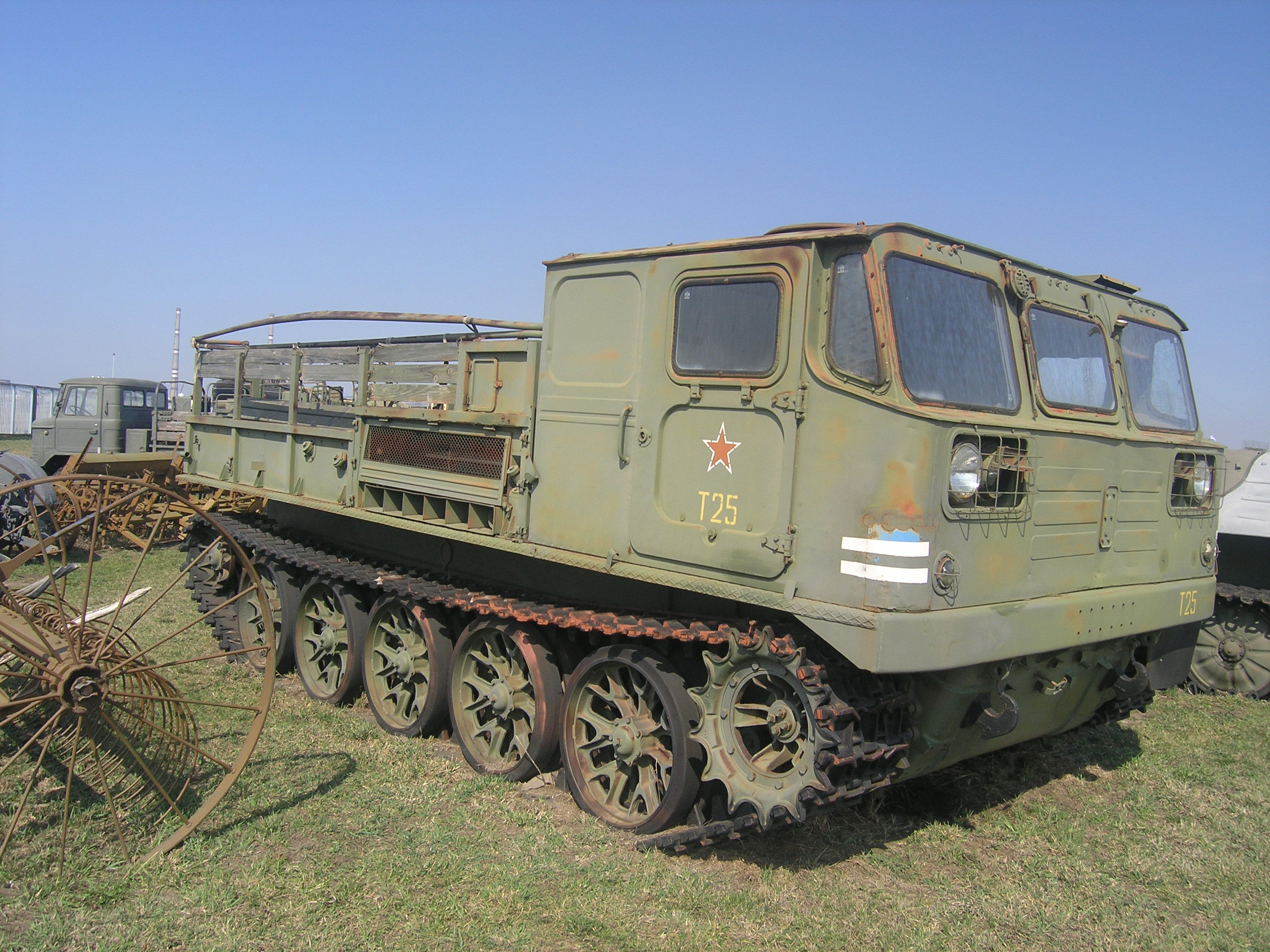
Артиллерийский тягач АТС-59Г
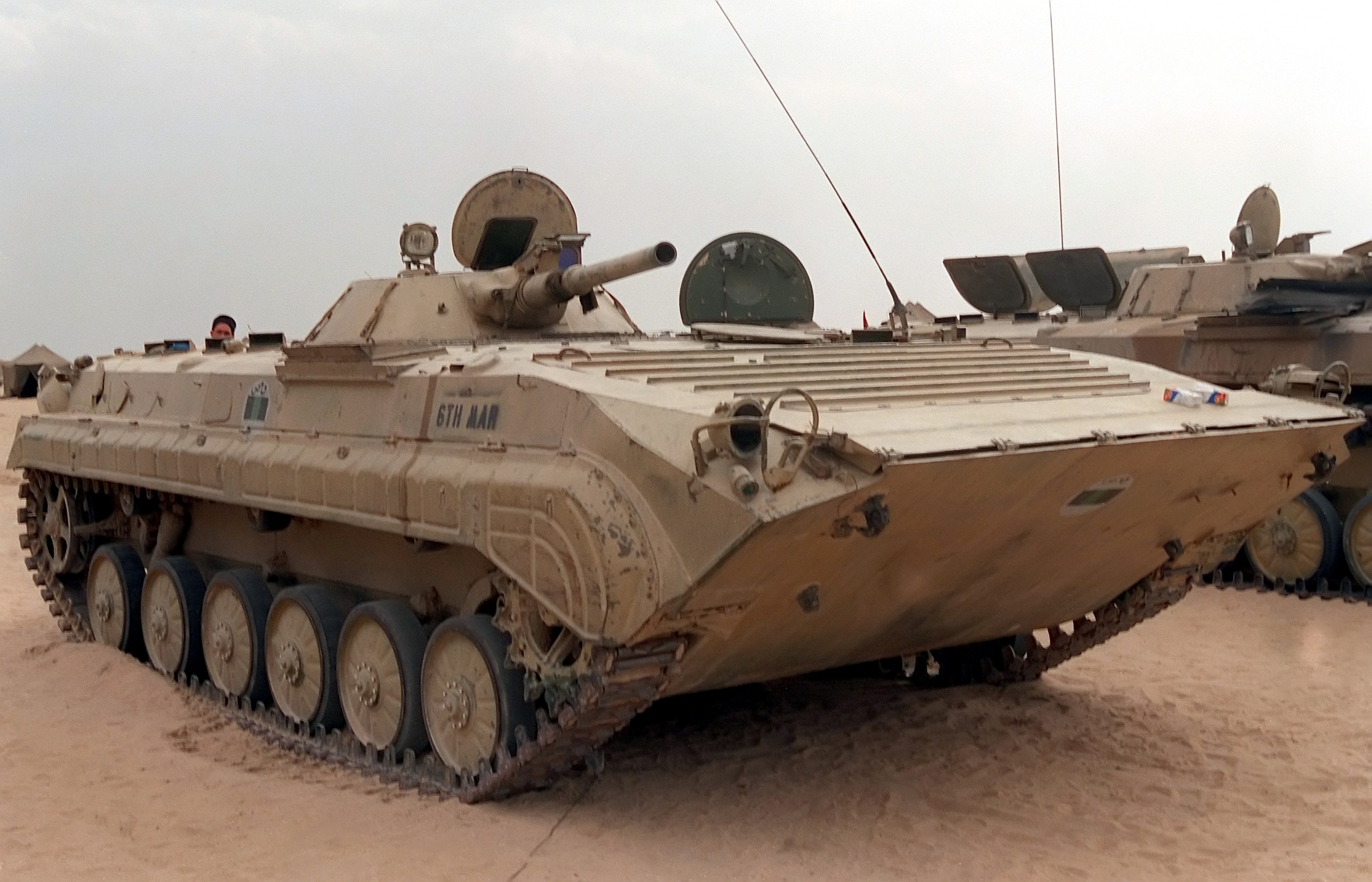
БМП-1
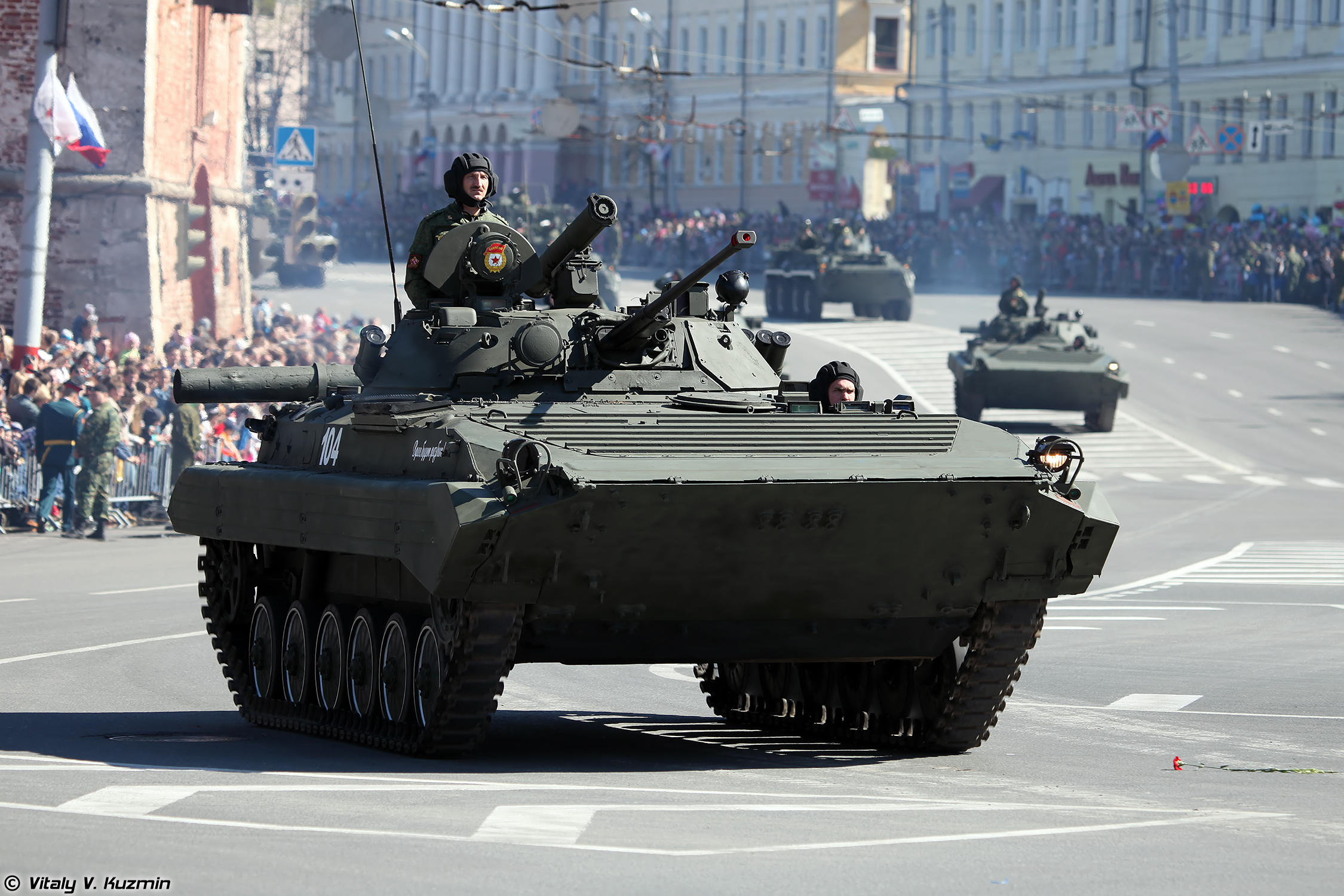
БМП-2
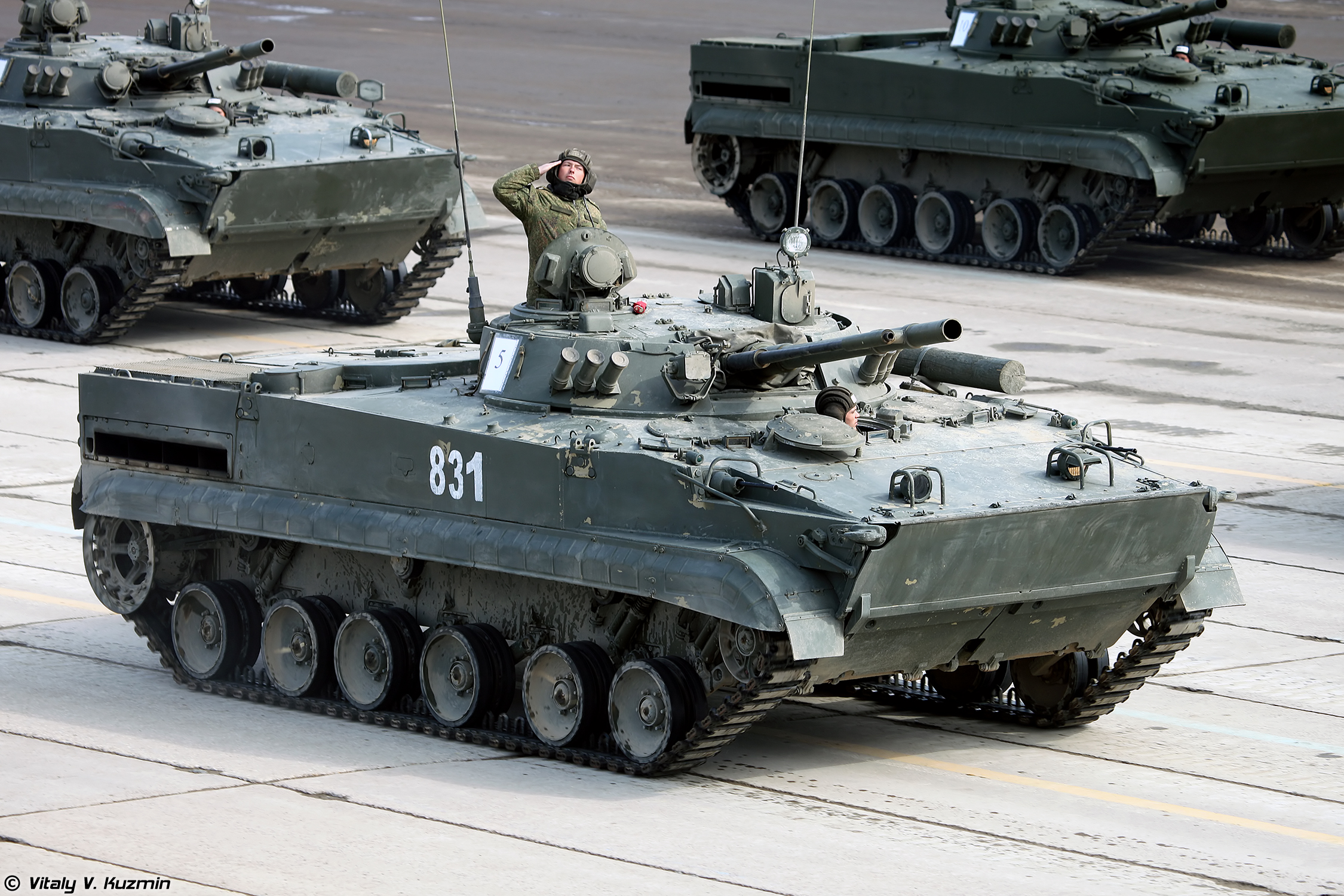
БМП-3
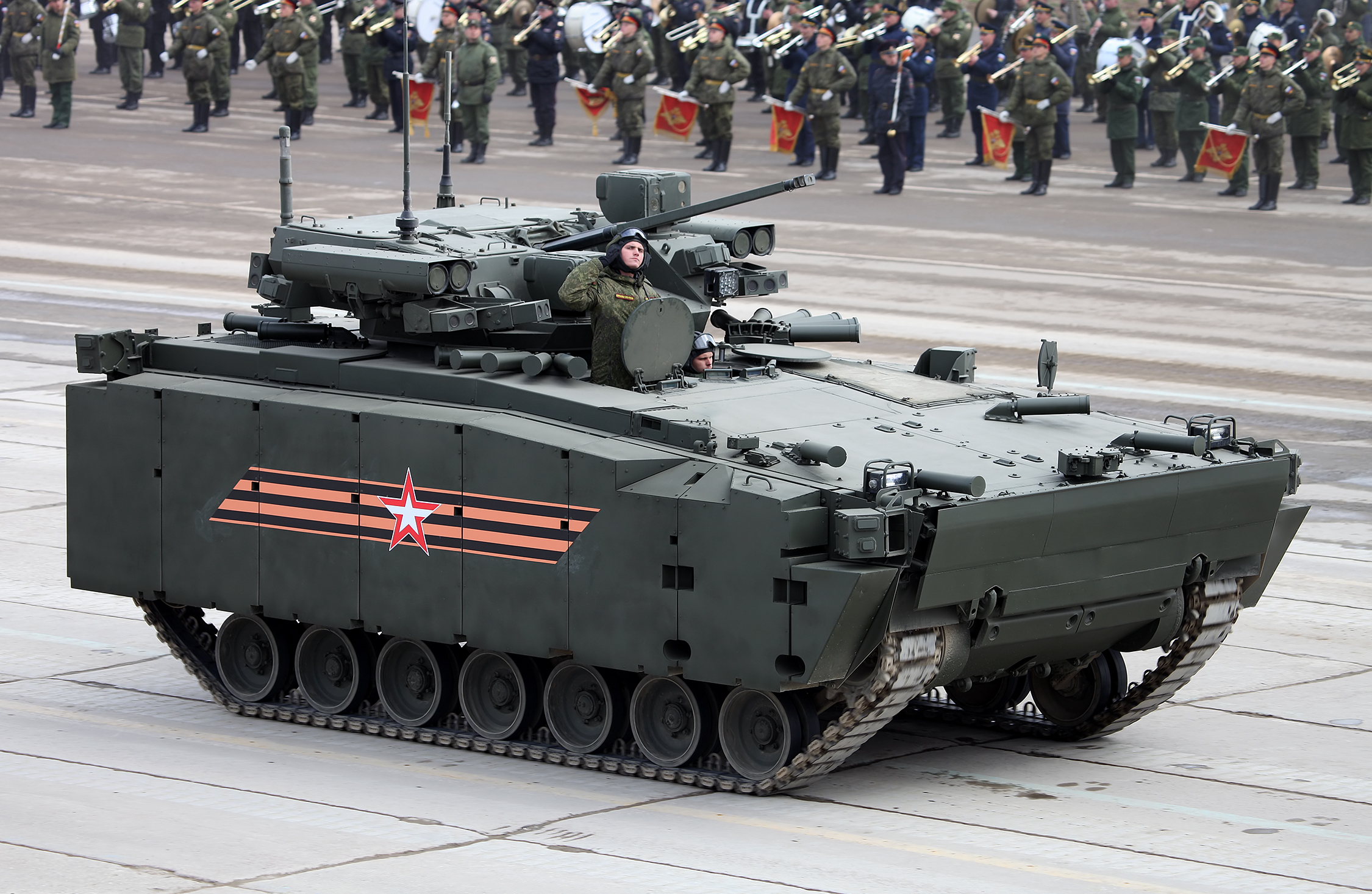
Курганец-25
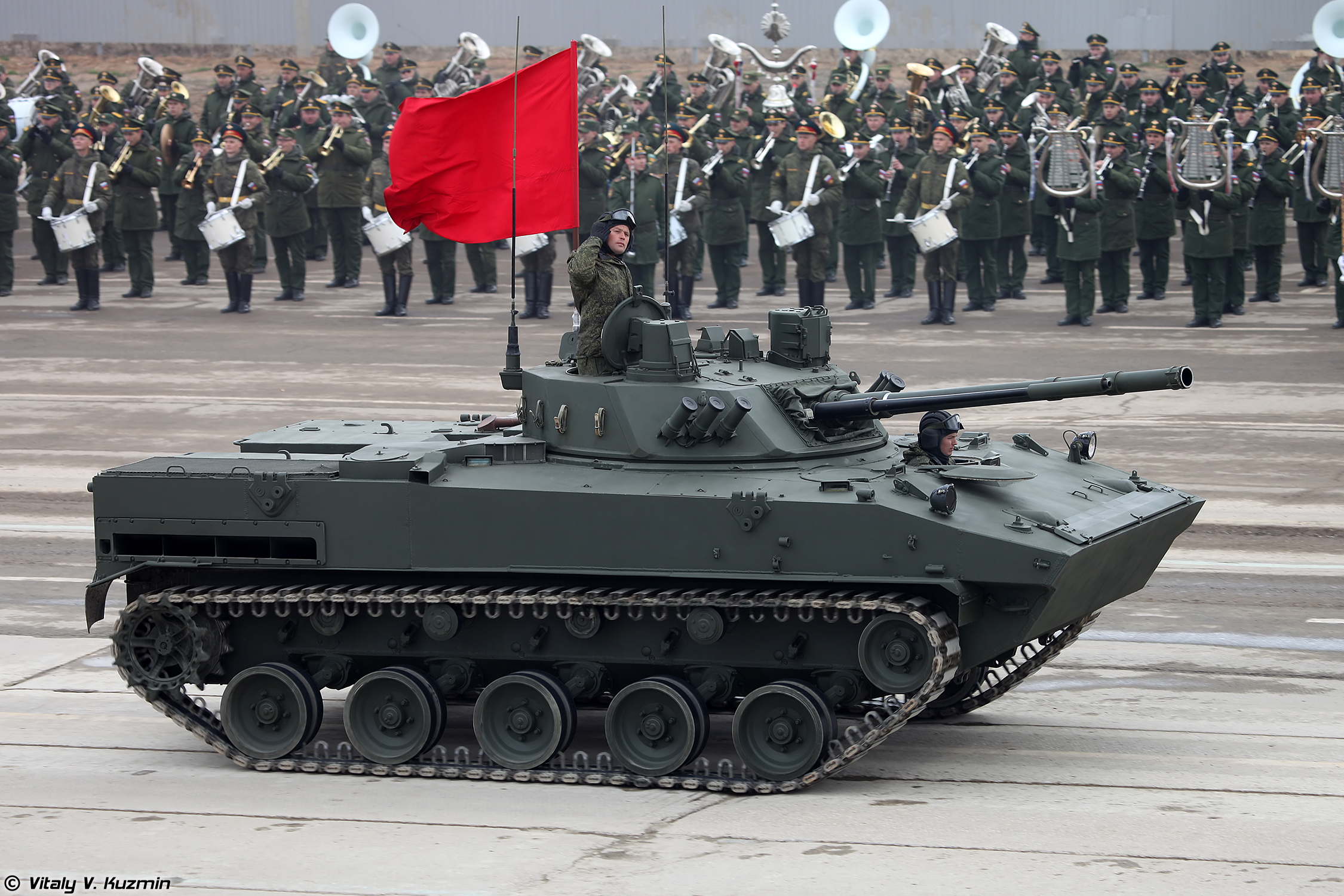
БМД-4М
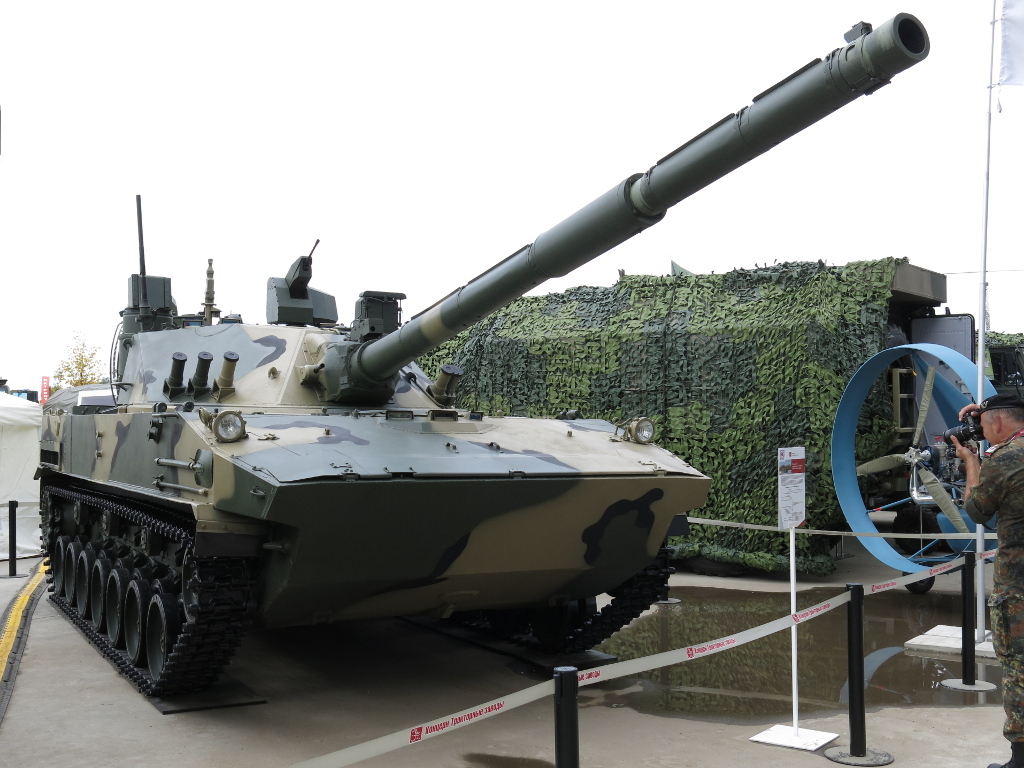
Спрут-СДМ1
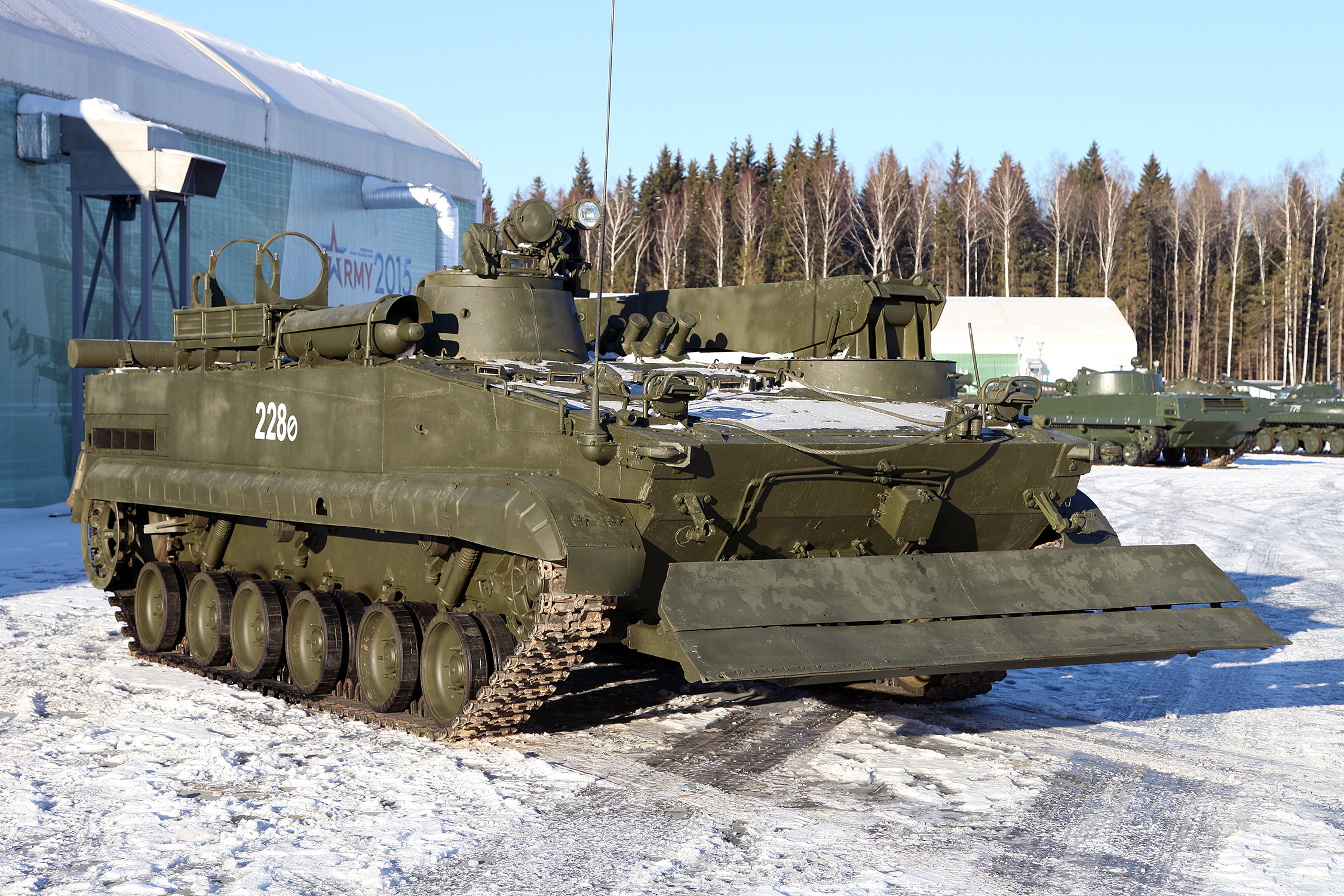
БРЭМ-Л
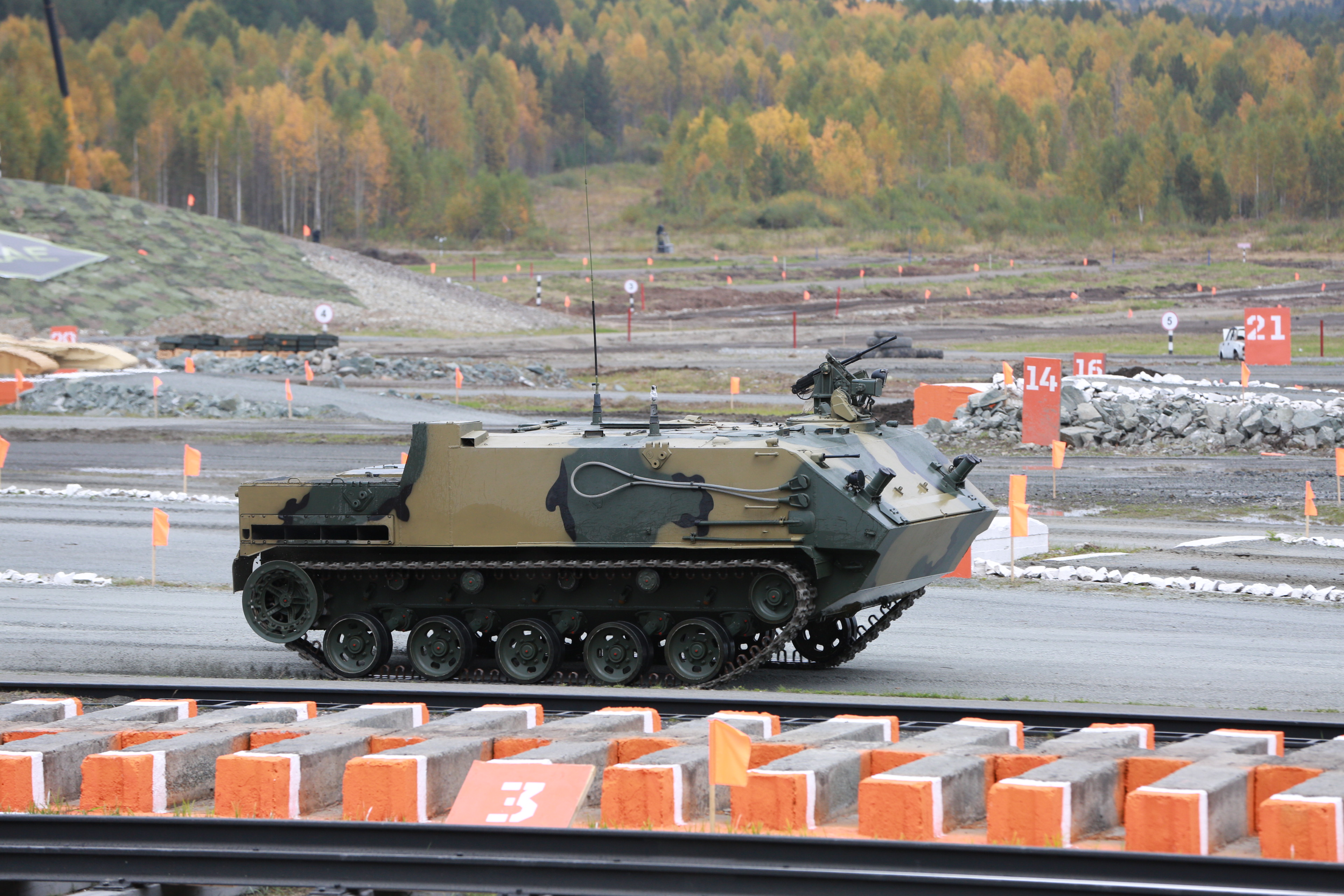
БТР-МДМ «Ракушка-М»
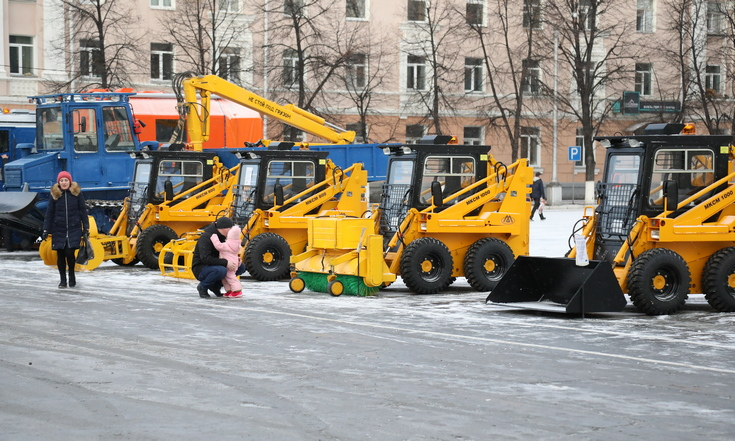
МКСМ 800 и МКСМ 1000
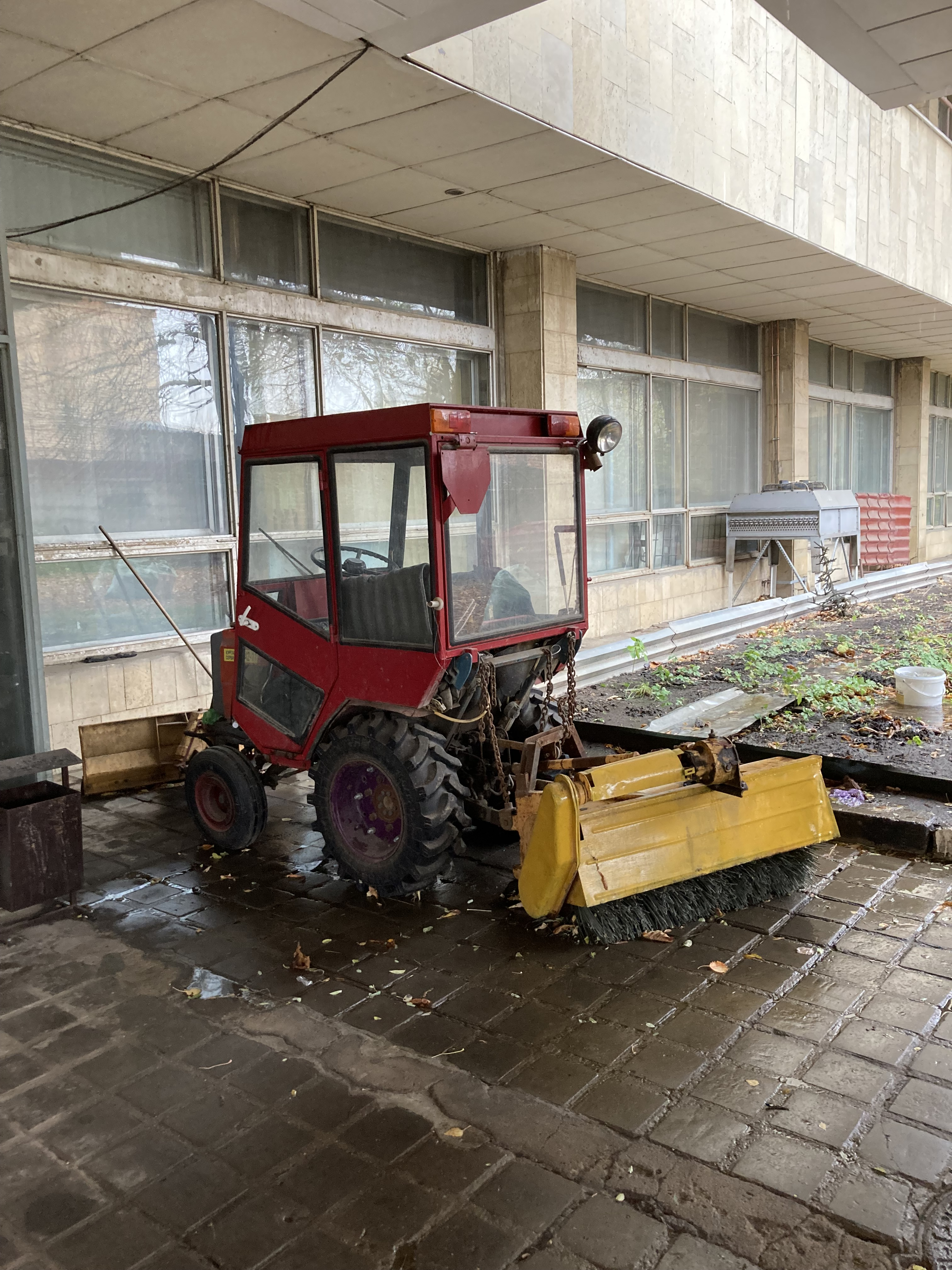
Минитрактор КМЗ-012 с кабиной и обвесом